# Duolingo
Duolingo ist ein US-amerikanisches Lehrtechnologie-Unternehmen, das einen gleichnamigen Freemium-Onlinedienst per mobiler App und Webanwendung anbietet. Duolingo bietet das kostenlose (werbefinanzierte) Erlernen von diversen Sprachen, sowie Mathematik und Musik an. Das Unternehmen ist seit 2021 an der US-Technologiebörse NASDAQ gelistet. Duolingo ist seit 2022 die mit stark zunehmendem Abstand meistbenutzte Sprachenlern-App der Welt (Stand: 2024).

## Entwicklung und Geschichte
Das Projekt Duolingo startete in Pittsburgh an der Carnegie Mellon University. Die beiden Gründer sind Luis von Ahn und Severin Hacker, beide promovierte Informatiker. Der Geschäftssitz von Duolingo befindet sich in Pittsburgh (Pennsylvania, USA), nicht weit von der Carnegie Mellon University entfernt. Darüber hinaus bestehen Büros in New York, Seattle, Peking und Berlin.
Duolingo wurde im November 2011 in einer geschlossenen Beta-Version gestartet und am 19. Juni 2012 öffentlich zugänglich gemacht. Laut eigenen Angaben haben sich seit dem Start mehr als 500 Millionen Nutzer angemeldet. Ende März 2023 zählte man rund 72,6 Millionen aktive monatliche Nutzer und 4,8 Millionen zahlende Kunden.
Duolingo hat insgesamt über 500 Mitarbeiter (Stand Winter 2022), unter ihnen viele ehemalige Angestellte von Google.
Duolingo gilt als eine der beliebtesten Apps, um Sprachen online zu lernen. Aufgrund des großen Interesses erhielt Duolingo zahlreiche Zuwendungen, so im Juni 2015 etwa 45 Millionen Dollar von Google Capital (seit November 2016 CapitalG).
Basierend auf den Download-Zahlen von rund 65 Millionen befand sich die App im Bereich Bildung im Jahr 2021 weltweit auf Platz 3 und erreichte im Jahr 2022 Platz 1 mit 98 Millionen Downloads.

## Lernansatz
Duolingo bietet umfangreiches Material zum Üben der Rechtschreibung, des verstehenden Hörens und verschiedene Sprechübungen. Die Übungen folgen einem System, das Inhalte spielartig von Level zu Level vermittelt. Darüber hinaus gab es die Möglichkeit, erlernte Wörter zu wiederholen, was durch ein Update Ende 2022 in der App abgeschafft wurde. Seit 2023 werden die neu erlernten Wörter extra angezeigt. Diese können durch Übungen wiederholt werden. Die Benutzer können Erfahrungspunkte (experience points, XP) sammeln, während sie die jeweilige Sprache lernen, vor allem beim Absolvieren von Übungen. Ein Fähigkeiten-Level wird als absolviert markiert, wenn der Benutzer alle Übungen eines Levels abgeschlossen hat; erst dann kann der Nutzer die folgenden Übungen beginnen.
In den Apps auf iOS, Android und in der Desktop-Version wird für jeden Fehler ein Herz abgezogen. Wenn man nach fünf Fehlern keine Herzen mehr hat, kann man keine Übung mehr machen und man muss warten oder durch spezielle Wiederholungsübungen wieder Herzen verdienen, um weiter Übungen machen zu können. Nach dem neuen auf Duolingo verwendeten System hat jeder Benutzer fünf Herzen und bekommt für die Standardübungen maximal 15 Erfahrungspunkte.
Duolingo bietet die Möglichkeit, auf Zeit zu üben. Dabei werden dem Benutzer 30 Sekunden Startzeit und 20 Fragen gegeben. Für jede richtige Antwort erhält er einige Sekunden Zusatzzeit und einen XP. Jeder der angebotenen Sprachkurse umfasst um die 2.000 Vokabeln.
Die Wirksamkeit von Duolingos Ansatz wurde von einer externen Studie untersucht, die von der Firma selbst in Auftrag gegeben worden war und 2013 veröffentlicht wurde. Professoren der City University of New York und der University of South Carolina hatten die Studie durchgeführt und schätzten, dass 34 Stunden Duolingo den gleichen Fortschritt bei Lesen und Schreiben erzielen wie ein Erstsemesterkurs an einem US-College, der mehr als geschätzte 130 Stunden dauert. Die Studie untersuchte nicht die Sprechfähigkeiten der Probanden. Bei einem Vergleich wurde festgestellt, dass Benutzer der Software Rosetta Stone etwa 55 bis 60 Stunden benötigten, um den gleichen Stoff zu lernen. Die Studie hatte darüber hinaus keine Vergleiche mit anderen kostenlosen oder günstigen Kursen durchgeführt wie BBC, Book2, oder Before You Know It.

## Lerninhalte

### Sprachen
Auf Deutsch sind derzeit Sprachkurse für Englisch, Französisch, Italienisch, Chinesisch, Koreanisch und Spanisch verfügbar. Insgesamt standen Stand 19. April 2022 folgende 42 Sprachen zum Lernen zur Verfügung. 2022 kam neben Haitianisch noch isiZulu hinzu.
| Sprachkurs           | Verfügbar in | Nutzeranzahl (in Tsd.) | in Prozent |
| -------------------- | ------------ | ---------------------- | ---------- |
| Arabisch             | Englisch     | 3660                   | 1,35 %     |
| Chinesisch           | 03 Sprachen  | 7830                   | 2,86 %     |
| Dänisch              | Englisch     | 580                    | 0,21 %     |
| Deutsch              | 10 Sprachen  | 15.700                 | 5,74 %     |
| Englisch             | 26 Sprachen  | 103.700                | 37,94 %    |
| Esperanto            | 04 Sprachen  | 747                    | 0,27 %     |
| Finnisch             | Englisch     | 571                    | 0,20 %     |
| Französisch          | 10 Sprachen  | 26.900                 | 9,84 %     |
| Gälisch (Irisch)     | Englisch     | 1230                   | 0,45 %     |
| Gälisch (Schottisch) | Englisch     | 433                    | 0,16 %     |
| Griechisch           | Englisch     | 1240                   | 0,45 %     |
| Guaraní              | Spanisch     | 233                    | 0,08 %     |
| Haitianisch          | Englisch     | 199                    | 0,07 %     |
| Hawaiianisch         | Englisch     | 591                    | 0,21 %     |
| Hebräisch            | Englisch     | 915                    | 0,33 %     |
| Hindi                | Englisch     | 5910                   | 2,16 %     |
| Hochvalyrisch        | Englisch     | 522                    | 0,19 %     |
| Indonesisch          | Englisch     | 705                    | 0,26 %     |
| Italienisch          | 06 Sprachen  | 11.740                 | 4,30 %     |
| Japanisch            | 02 Sprachen  | 15.000                 | 5,49 %     |
| Jiddisch             | Englisch     | 497                    | 0,18 %     |
| Kantonesisch         | Chinesisch   | 3260 (Stand: 02/2024)  |            |
| Katalanisch          | Spanisch     | 556                    | 0,20 %     |
| Klingonisch          | Englisch     | 306                    | 0,11 %     |
| Koreanisch           | 03 Sprachen  | 12.140                 | 4,45 %     |
| Latein               | Englisch     | 1420                   | 0,51 %     |
| Navajo               | Englisch     | 295                    | 0,11 %     |
| Niederländisch       | Englisch     | 1640                   | 0,60 %     |
| Norwegisch           | Englisch     | 1050                   | 0,38 %     |
| Polnisch             | Englisch     | 1190                   | 0,43 %     |
| Portugiesisch        | 03 Sprachen  | 5350                   | 1,96 %     |
| Rumänisch            | Englisch     | 551                    | 0,20 %     |
| Russisch             | 03 Sprachen  | 6160                   | 2,25 %     |
| Schwedisch           | 03 Sprachen  | 1750                   | 0,64 %     |
| Spanisch             | 07 Sprachen  | 35.100                 | 12,84 %    |
| Swahili              | Englisch     | 400                    | 0,15 %     |
| Tschechisch          | Englisch     | 492                    | 0,18 %     |
| Türkisch             | Englisch     | 2890                   | 1,05 %     |
| Ukrainisch           | Englisch     | 858                    | 0,31 %     |
| Ungarisch            | Englisch     | 363                    | 0,13 %     |
| Vietnamesisch        | Englisch     | 1410                   | 0,51 %     |
| Walisisch            | Englisch     | 500                    | 0,18 %     |

### Mathematik
Duolingo Math ist ein Kurs über die elementare Mathematik. Er wurde am 27. August 2022 auf YouTube bei der Duocon 2022 angekündigt. Duolingo Math deckt mathematische Themen durch einen interaktiven und schrittweisen Ansatz ab. Es beginnt mit den Grundrechenarten – Addition, Subtraktion, Multiplikation und Division. Die App lehrt auch Brüche und Dezimalzahlen und konzentriert sich auf das Vergleichen, Umrechnen und Rechnen. Die Geometriestunden umfassen das Verständnis von Formen, die Berechnung von Flächen und Volumen. Ein weiterer Schwerpunkt ist das Messen, mit Übungen zur Verwendung und Umrechnung verschiedener Einheiten wie Länge und Zeit. Duolingo bietet seinen Nutzern auch die Möglichkeit, mathematische Spiele zu spielen.

### Musik
Am 11. Oktober 2023 stellte Duolingo in einem YouTube-Kurzfilm Duolingo Music vor, eine neue Plattform innerhalb der bestehenden App, die grundlegendes Musiklernen durch Klavier- und Notenlektionen ermöglicht. Ab April 2024 ist sie auf iOS- und Android-Geräten verfügbar. Seit 2024 können Nutzer Musik üben, indem sie Popsongs im Kurs spielen.

## Weiteres

### Ligen
Die Ligen wurden im Januar 2019 zunächst für Android veröffentlicht, im April dann ebenfalls für iOS. Sie sind auch Teil der Desktopversion. Insgesamt gibt es zehn Ligen. Zunächst gab es nur die Bronze-, Silber-, Gold-, Saphir- und Rubinliga. Im Verlauf des Veröffentlichungsjahres wurden die Ligen Smaragd, Amethyst, Perle, Obsidian und Diamant hinzugefügt. Solange es noch Bonuspunkte (Lingots) in Duolingo gab, gingen diese wöchentlich an die jeweils besten drei Nutzer einer Liga.
Ziel des Ligasystems ist es, im Wettkampf mit anderen Duolingo-Nutzern die höchste Liga zu erreichen, die Diamant-Liga, und dort zu verbleiben. Der Wettkampf erfolgt rundenbasiert, wobei eine Runde immer sieben Tage lang ist und wöchentlich neu startet. Mit dem Abschluss der ersten Lerneinheit innerhalb eines solchen einwöchigen Zeitraums wird man einer Ligagruppe zugeordnet, welche immer aus 30 Nutzern aus aller Welt besteht, die in derselben Liga sind und zu einem ähnlichen Zeitpunkt ihre erste Lerneinheit abgeschlossen haben. Aus der untersten Liga, der Bronze-Liga, steigen die besten 20 Nutzer eine Liga auf; aus den höheren Ligen steigen weniger Nutzer weiter auf (15, 10, 7, 7, 7, 7, 7, 5). Die jeweils letzten sieben Nutzer steigen wieder eine Liga ab. Alle dazwischen verbleiben in der aktuellen Liga.

### Zertifikate
Im Juli 2014 präsentierte Duolingo das Test Center. Dort können Nutzer gegen Bezahlung einer Prüfungsgebühr einen zertifizierten Sprachtest absolvieren. Zurzeit wird der Sprachtest nur in englischer Sprache angeboten.

### Duolingo Incubator
Der „Language Incubator“ wurde am 9. Oktober 2013 eingeführt. Durch den Incubator konnten Nutzer aus der ganzen Welt einen Sprachkurs erstellen, der vor der Veröffentlichung von Duolingo geprüft wird. Dies ermöglichte, dass deutlich mehr Kurse angeboten wurden und dass auch wenig verbreitete Sprachen wie etwa Walisisch angeboten werden konnten.
2021 wurde angekündigt, dass der Duolingo Incubator nicht weitergeführt wird.
Inzwischen gibt es Kurse zum Erlernen fiktiver Sprachen, wie etwa dem aus der Serie Game of Thrones bekannten Valyrischen, sowie Klingonisch, eine Sprache des Star-Trek-Universums.

## Auszeichnungen
Das Unternehmen Apple wählte die App 2013 zur iPhone-App des Jahres. Im gleichen Jahr gewann die App den Crunchie-Award in der Kategorie Best Education Startup. Außerdem war Duolingo 2013 und 2014 jeweils die am meisten heruntergeladene App der Rubrik Bildung und Erziehung bei Google Play. Im Jahr 2015 wurde Duolingo als Preisträger der Kategorie Play & Learning der Organisation Design to Improve Life gekürt.